# Pouvrai
Pouvrai é uma comuna francesa na região administrativa da Normandia, no departamento Orne. Estende-se por uma área de 6,71 km². Em 2010 a comuna tinha 112 habitantes (densidade: 16,7 hab./km²).